# Casa de la Vila de Santa Maria del Camí
La Casa de la Vila de Santa Maria del Camí és un edifici de finals del s. XVII, situat a la Plaça de la Vila d'aquesta localitat.

## L'escrivania anterior
Santa Maria del Camí comptava amb una escrivania reial, que era el lloc on se situava la Cúria del batle, l'escrivania i on es reunia el consell de la universitat i on s'havien fet obres l'any 1565, ja que aquest any el clavari Onofre Bibiloni va pagar diverses despeses i es va ordenar una talla. Aquesta escrivania estava ubicada devora la parròquia. Amb anterioritat el lloc de reunió havia estat l'església o bé els porxos que hi havia davant el portal major. Durant un temps l'escrivania va estar ubicada a Santa Eugènia, ja que a principis del s. XVII Santa Eugènia, que feia part del municipi, tenia més habitants que Santa Maria.

## Les obres
L'any 1648 el virrei va ordenar als jurats de la vila que havien de disposar d'una casa per quartera, una a Santa Maria i una altra a Santa Eugènia. El 1652, Joan Salas i Berard de la cúria reial i jutge de la règia cort anà a Santa Maria per decidir la ubicació de la futura Casa de la Vila, que havia d'allotjar la presó, la sala de consell i l'habitació del magnífic jutge de cort i els ministres, la carnisseria y altres coses necessàries i precises de que vuy té necessitat la present vila. El batle era Gabriel Canyelles Barca, de Son Barca. S'elegí un solar i casa del ferrer mestre Jaume Capó.
La carnisseria s'instal·là, de manera probable, aprofitant la casa antiga de mestre Jaume Capó, i fins al 1671 no es començaren les obres més ambicioses. El 1672 encara l'Audiència urgeix que el blat no es pugui vendre a cases particulars sinó que es faci un porxo per quartera.
El 1673 es fa un pagament a mestre Lluc Mesquida i Cabot per haver fet la carnisseria. Consta que Lluc Mesquida va guanyar una escarada per fer les parets de la casa i del corral. El 1676 es fan pagaments a mestre Miquel Bestard de Binissalem a compte de l'escarada. El 1679, a punt d'acabar l'obra, es paguen els balustres de les finestres i s'acaba la façana. A la façana hi treballà el mestre Miquel Bestard de Binissalem. Un altre mestre que treballà a les obres va ser Bartomeu Vidal Xarpa. Les obres havien durat 7 o 8 anys.

## Restauració de 1926
La restauració del vell edifici de la Casa de la Vila, que en va determinar l'estructura actual, va ser impulsada pel batle Bartomeu Simonet i Canyelles, amb plànols de Guillem Forteza i Pinya. S'inaugurà el 24 d'octubre de 1926, amb una exposició d'objectes antics de culte a la parròquia i el parvulari del carrer Mestre Miralles (s'Escoleta).

## Descripció
Es tracta d'un sòlid i harmoniós edifici, amb una façana renaixentista que presenta dues arcades sostengudes per un pilar central. Un tercer arc dona al Camí de Muro. Aquest porxo porticat és conegut per sa Quartera, ja que allà s'hi venia el gra. A la quartera s'hi veu encara el finestró de la primitiva presó. A la façana hi destaquen dues finestres balconeres amb balustrades. A la façana s'hi observa l'escut de la vila i una interessant volada de fusta.